# Société des établissements de plein air du Québec
A Société des établissements de plein air du Québec  (também conhecida como Sépaq ou Parcs Québec) é uma agência do Governo do Quebec, que gere 22 parques provinciais (parques "nacionais", como são chamados em Quebec), 16 reservas da vida selvagem e 9 estâncias turísticas. A Sépaq é administrada pelo Ministério do Desenvolvimento Durável, de l'Environnement et des Parcs (Desenvolvimento Sustentável, Meio Ambiente e Parques) e sua sede está localizada na Cidade de Quebec. A área total sob gestão pela Sépaq como parques nacionais ou reservas é superior a 80 000 km ².